# Bioa Sengok
Bioa Sengok is een bestuurslaag in het regentschap Lebong van de provincie Bengkulu, Indonesië. Bioa Sengok telt 1196 inwoners (volkstelling 2010).